# Roberto Giulio Cassiano
Roberto Giulio Cassiano (Roma, 23 agosto 1972) è un compositore italiano, autore di colonne sonore, sottofondi musicali, sigle per la televisione, il teatro, il cinema ed eventi dal vivo; collabora ed è tra gli autori di Rai Trade e, in questa veste, ha scritto e realizzato musiche per trasmissioni come Linea Verde, documentari di vario genere e indirizzo (sociale, politico e scientifico), servizi giornalistici per RaiNews24.

## Biografia
Roberto Giulio Cassiano inizia gli studi musicali nel 1978 a Roma sotto la guida di Nello Segurini, milanese, compositore e pianista celebre per aver fondato l'Orchestra Ritmo-sinfonica della RAI che poi divenne Orchestra di Ritmi Moderni. Segurini', scomparso nel 1988, fu collega al Conservatorio di Milano di Nino Rota, dove entrambi furono allievi di Attilio Brugnoli e di Ildebrando Pizzetti, tra gli ultimi grandi operisti italiani dell'800. Il Maestro Segurini impartisce al giovanissimo Roberto Giulio Cassiano le prime lezioni di pianoforte e i primi rudimenti di armonia e composizione. Successivamente Cassiano studia pianoforte al Conservatorio di Perugia con Valentino Di Bella e quindi, prosegue gli studi e si perfeziona con Sergio Cafaro, pianista e didatta di fama internazionale, premiato al concorso internazionale di Ginevra e che, tra l'altro, suonò sotto la direzione di Stravinskij, Hindemith e Boulez. Dopo il corso di perfezionamento con il Maestro Cafaro, segue presso il Conservatorio di Santa Cecilia il corso di didattica della musica con il M° Leonardo Calì e il corso di direzione d'orchestra con il M° Bruno Aprea.
Anticonformista e poco incline ai ritmi disciplinati del Conservatorio, il musicista romano viene attratto dalla composizione e dall'orchestrazione che studia e approfondisce praticamente da auto-didatta. In questo modo, senza preconcetti e limiti si avvicina a tutti i generi musicali: dal jazz, al pop, dal classico alle più avanzate esperienze contemporanee. Alcune sue musiche sono state utilizzate a commento dell'allestimento della mostra Internazionale dedicata a Cesare Andrea Bixio, inaugurata nel 2013 a Ravello. Da sottolineare che tali musiche sono state scelte direttamente dal maestro Franco Bixio figlio di Cesare Andrea; altre sue composizioni sono state eseguite nel corso dell'evento "Taste The Mediterranean" promosso dall'Università Roma (Tor Vergata) e dall'Università di Zagabria,